# St. Nikolaus (Pleinfeld)

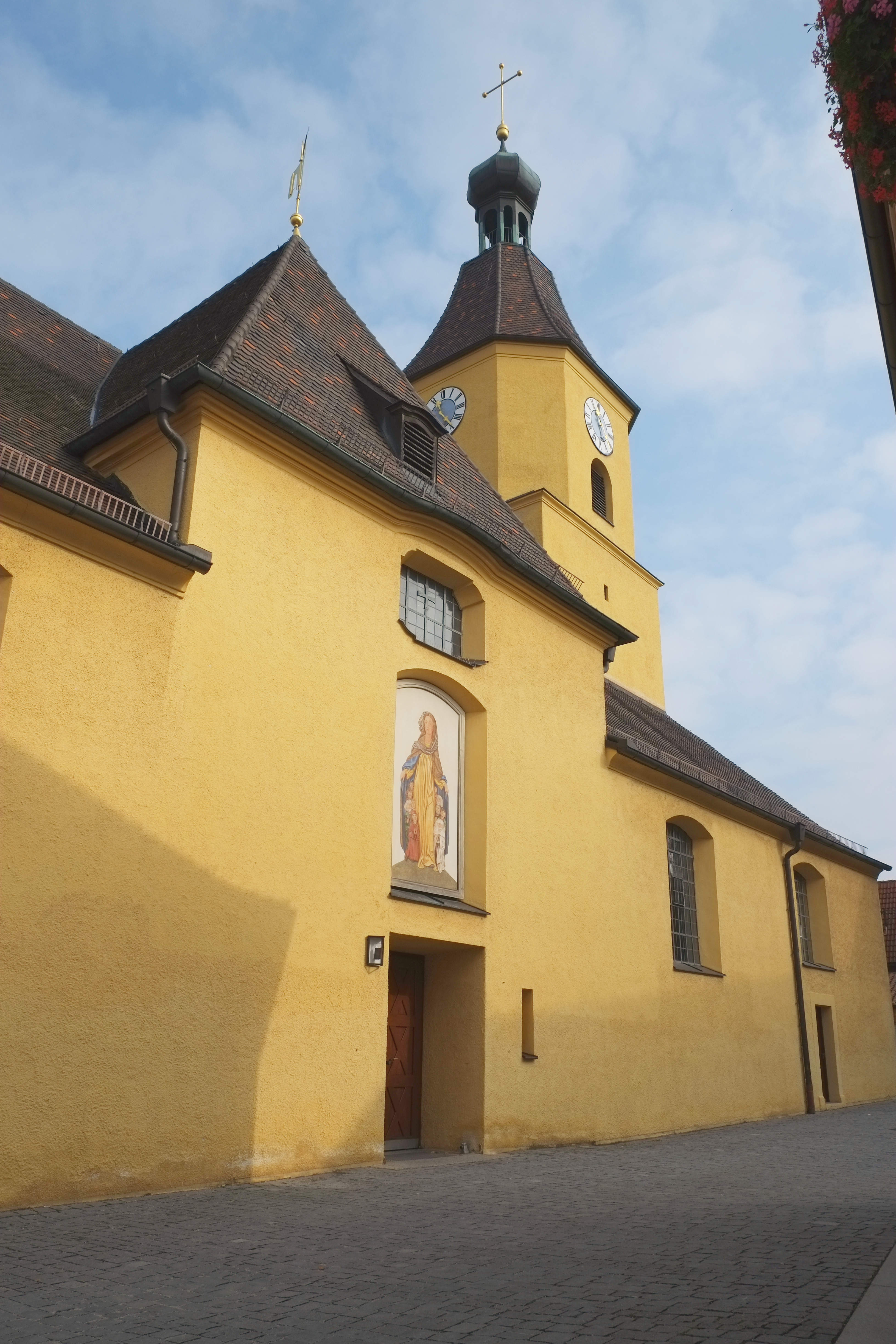
Die St.-Nikolaus-Kirche vom Kirchenplatz aus gesehen (2013)

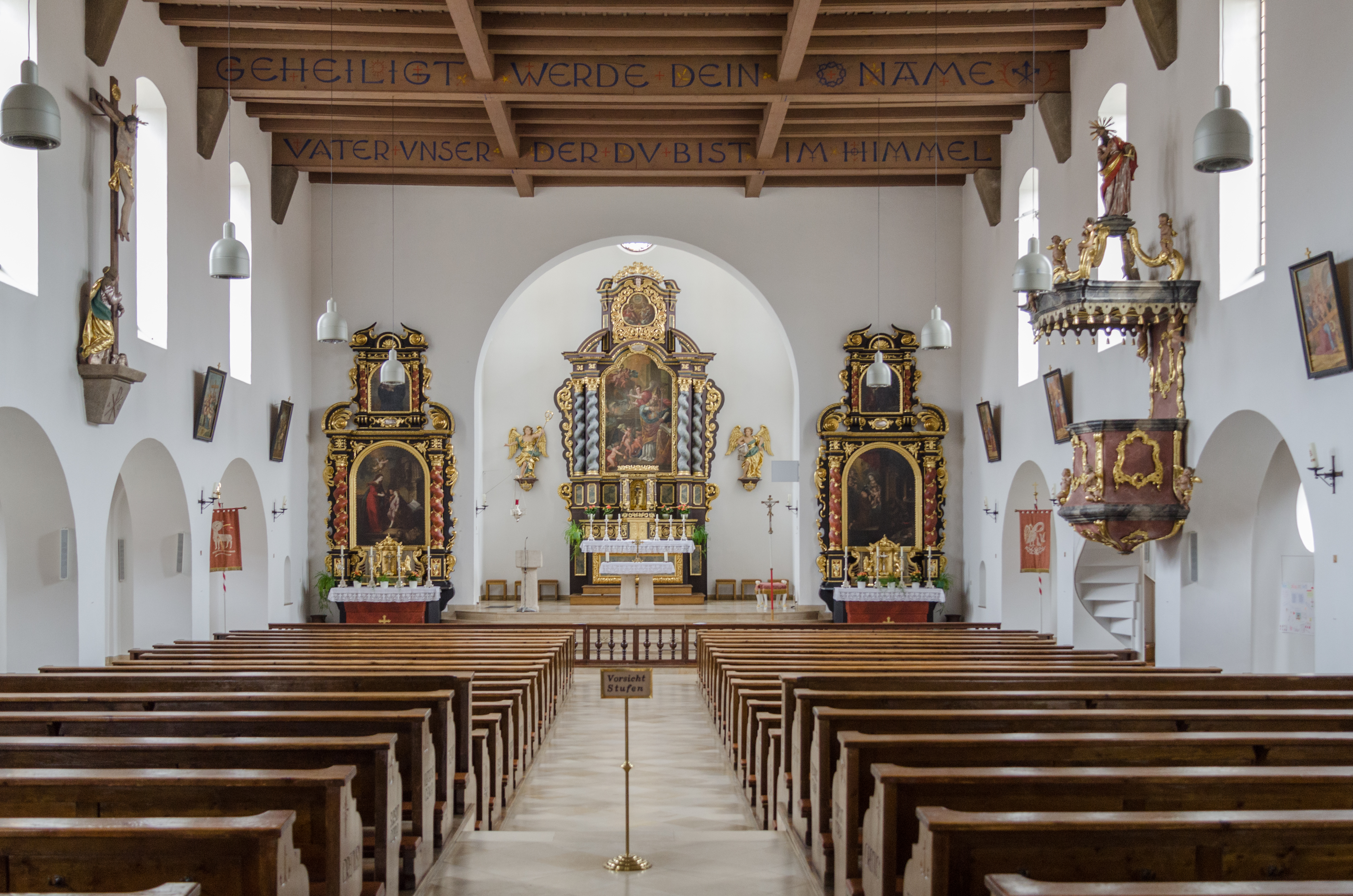
Innenraum der Kirche: Blick auf den Hauptaltar

Die St.-Nikolaus-Kirche ist eine römisch-katholische Kirche in Pleinfeld, eines Marktes im mittelfränkischen Landkreis Weißenburg-Gunzenhausen. Sie ist als Pfarrkirche der Pfarrei Pleinfeld Teil des Pfarrverbandes Pleinfeld im Bistum Eichstätt. Das Bauwerk ist unter der Denkmalnummer D-5-77-161-17 als Baudenkmal in die Bayerische Denkmalliste eingetragen. Die untertägigen Bestandteile der Kirche und seines Vorgängerbaus sind zudem als Bodendenkmal (Nummer: D-5-6831-0064) ausgewiesen. Kirchenpatrozinium ist der heilige Nikolaus von Myra.

## Lage
Die Kirche steht im historischen Ortskern Pleinfelds nördlich des Marktplatzes und nordöstlich des Spalter Tors unweit der Pleinfelder Stadtmauer. Benachbart ist das Alte Vogteischloss. Das Bauwerk steht auf einer Höhe von 382 m ü. NHN. Die postalische Adresse lautet Kirchenplatz 6. Die Nikolauskirche und die evangelische Petruskirche sind die einzigen Kirchen Pleinfelds.

## Geschichte
Die erste Kirche wurde bereits zur Zeit von Gundekar II. geweiht. Die Kirche war ursprünglich eine einschiffige romanische Saalkirche, deren Hauptaltar im Osten stand. Zwischen 1128 und 1136 fand eine weitere Weihe unter Bischof Otto von Eichstätt statt. 1702, nach dem Dreißigjährigen Krieg, wurde die Kirche um 24 Fuß nach Westen verlängert. Die Schäden infolge eines Blitzschlags wurden 1736 beseitigt. 1768 kamen rechts und links je drei Seitenkapellen im barocken Baustil hinzu. Von 1931 bis 1934 folgte ein umfassender Umbau sowie eine Erweiterung der Kirche, wodurch ihre heutige Gestalt entstand.

## Baubeschreibung
1770 wurde die Kirche durch den Hofbaumeister Domenico Maria Salle als dreischiffige Basilika mit Dachturm im Westen umgebaut. Bei der Renovierung des baufälligen Kirchturms im Jahr 1931 wurde er um 2 Meter erhöht und ein Helm mit Laterne aufgesetzt, die ein vergoldetes Kreuz trägt. Als auch dieser Bau zu klein wurde, erfolgte 1934 durch Friedrich Ferdinand Haindl der Umbau zu einem Gebäudekomplex. Errichtet wurde ein neues, drei Stufen tiefer liegendes Langhaus als Anbau, nach Norden mit einem genordeten Chor hinter einem rundbogigen Chorbogen mit flachem Abschluss. Der Altarraum des ursprünglichen Kirchenschiffs, das nun ein Querschiff bildet, dient nun als Marienkapelle. In ihre Seitenwände sind Epitaphien aus der Barockzeit eingelassen, zum Beispiel eines mit dem Familienwappen des Karl Heinrich von Hornstein.

## Glocken
Die Glocken wurden im Jahr 1953 von Friedrich Wilhelm Schilling gegossen.
| Schlagton | Masse (kg) |
| --------- | ---------- |
| d′        | 1877       |
| e′        | 1258       |
| g′        | 720        |
| a′        | 496        |
| h′        | 453        |

## Ausstattung

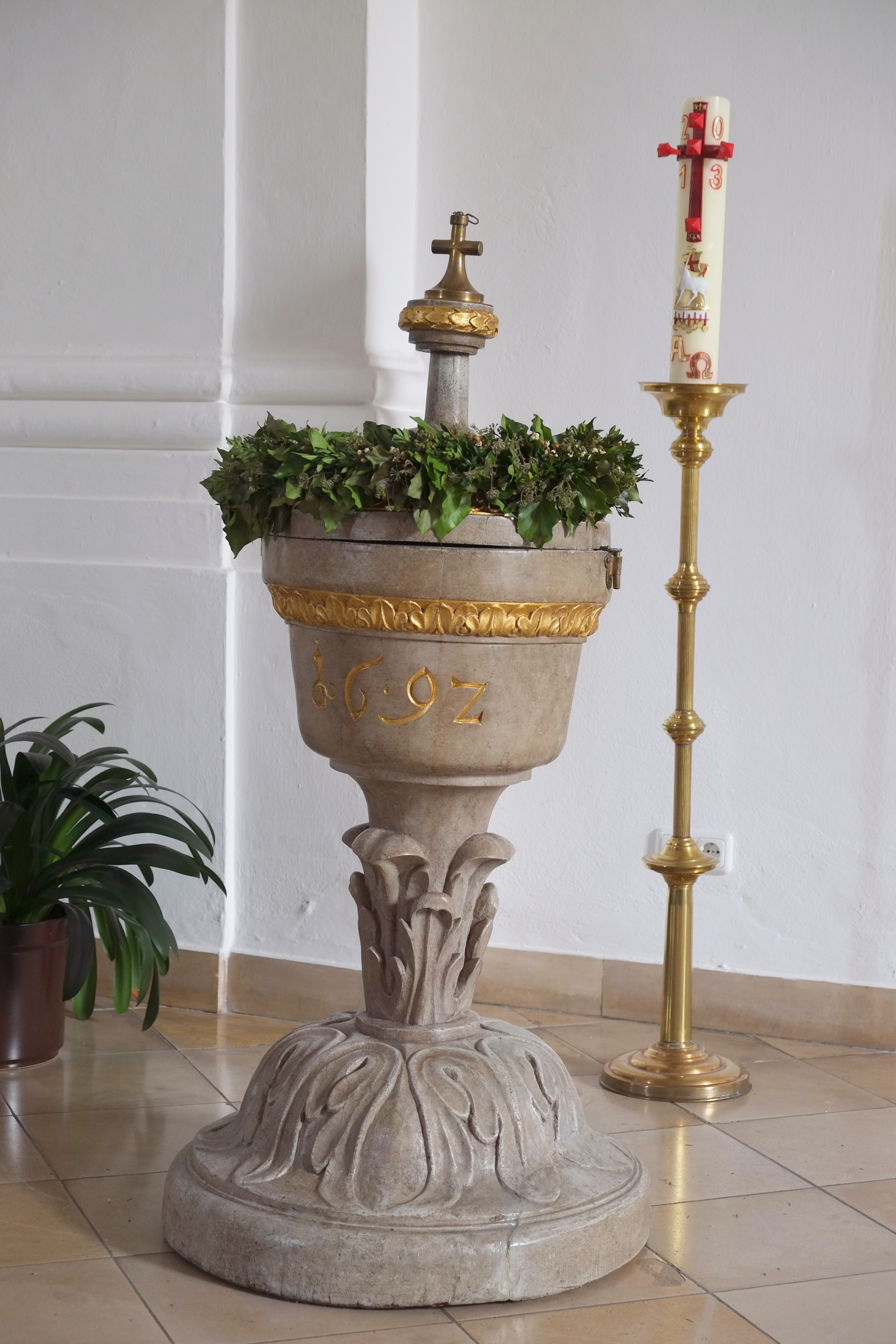
Taufstein aus dem Jahr 1692

In der Kirche befinden sich mehrere wertvolle Barock- und Rokokoaltäre. Der Hochaltar wurde im Jahr 1720 vollendet. Vier gewundene Säulen tragen den hohen Auszug. Das Altarbild stellt den heiligen Nikolaus dar. Der Tabernakel von 1908 ist von vier Säulen flankiert. Über den fünf Chorstufen wurden 1988 der Opferaltar und der Ambo aufgestellt, beide aus Pappenheimer Marmor von Hans Krenz geschaffen. Die beiden, Seitenaltäre kamen aus der Stadtpfarrkirche von Heideck, und entstanden 1684 wohl vom Bildhauer Wirsching aus Neumarkt in der Oberpfalz. Der rechte Seitenaltar zeigt den heiligen Antonius von Padua mit Jesuskind. Der linke Seitenaltar ist dem heiligen Vitus gewidmet. Das Altarbild schuf 1684 Josef Ferdinand Freyhardt aus Dinkelsbühl. Die Seitenaltäre aus der alten Kirche stehen jetzt im Turmgewölbe und beim Westeingang. Der Marienaltar in der Marienkapelle stammt aus der Zeit des Rokoko. Zwei Säulen rahmen die Statue der Madonna mit Jesuskind und Zepter ein. Der gleich gestaltete Herz-Jesu-Altar gegenüber an der Westwand erhielt eine neue Statue. Der Putto am Seiteneingang ruht auf einer Sanduhr. Das Taufbecken von 1692 hat eine Schale mit gestanztem Relief von 1525. Die Kanzel und der Schalldeckel darüber, an dessen Unterseite die Heiliggeisttaube schwebt und auf dessen Oberseite eine Statue des heiligen Paulus steht, wurde um 1750, das Weihwasserbecken um 1700 geschaffen. Ebenfalls aus der Zeit um 1700 stammt ein Kruzifix mit der Figur der Magdalena.
Die Orgel wurde 1863 von Joseph Anton Bohl geschaffen und hat zehn Register. 1963 wurde eine neue Orgel der Lübecker Firma Kemper mit 28 Registern angeschafft und 1978 um das Rückpositiv reduziert.